# タイワンクズ
タイワンクズ（台湾葛、学名：Pueraria montana）は、マメ科クズ属のつる性常緑樹～多年草。

## 特徴
葉は大型の3出複葉で互生する。葉裏は毛が多く銀灰色に見える。頂小葉は卵形で長さ約10 cm。側小葉を含め、小葉にクズのような切れ込みは無く、先端が突き出て尖る。
花は長さ約1 cm、淡い青紫色で秋に開花し、花序がやや細長い点でもクズとは異なる。豆果は扁平で長さ約2–4 cm、幅約5 mm、褐色の剛毛が密生する。

## 分布と生育環境
トカラ列島宝島以南、主に沖永良部島以南の南西諸島。海外では中国、台湾、東南アジアに分布。道路沿いや空き地、林縁に生育。

## ギャラリー

タイワンクズ
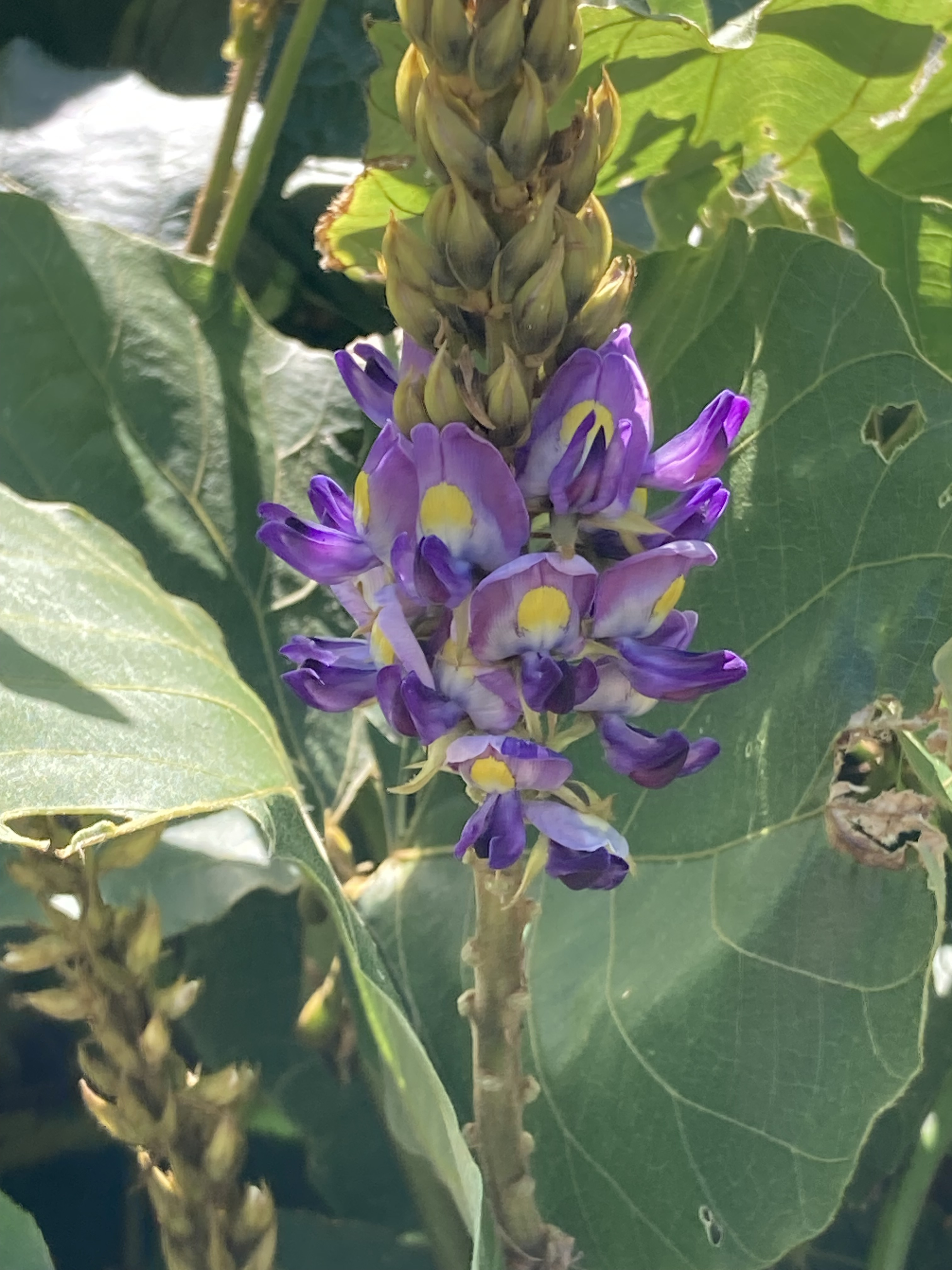
濃紫色の花
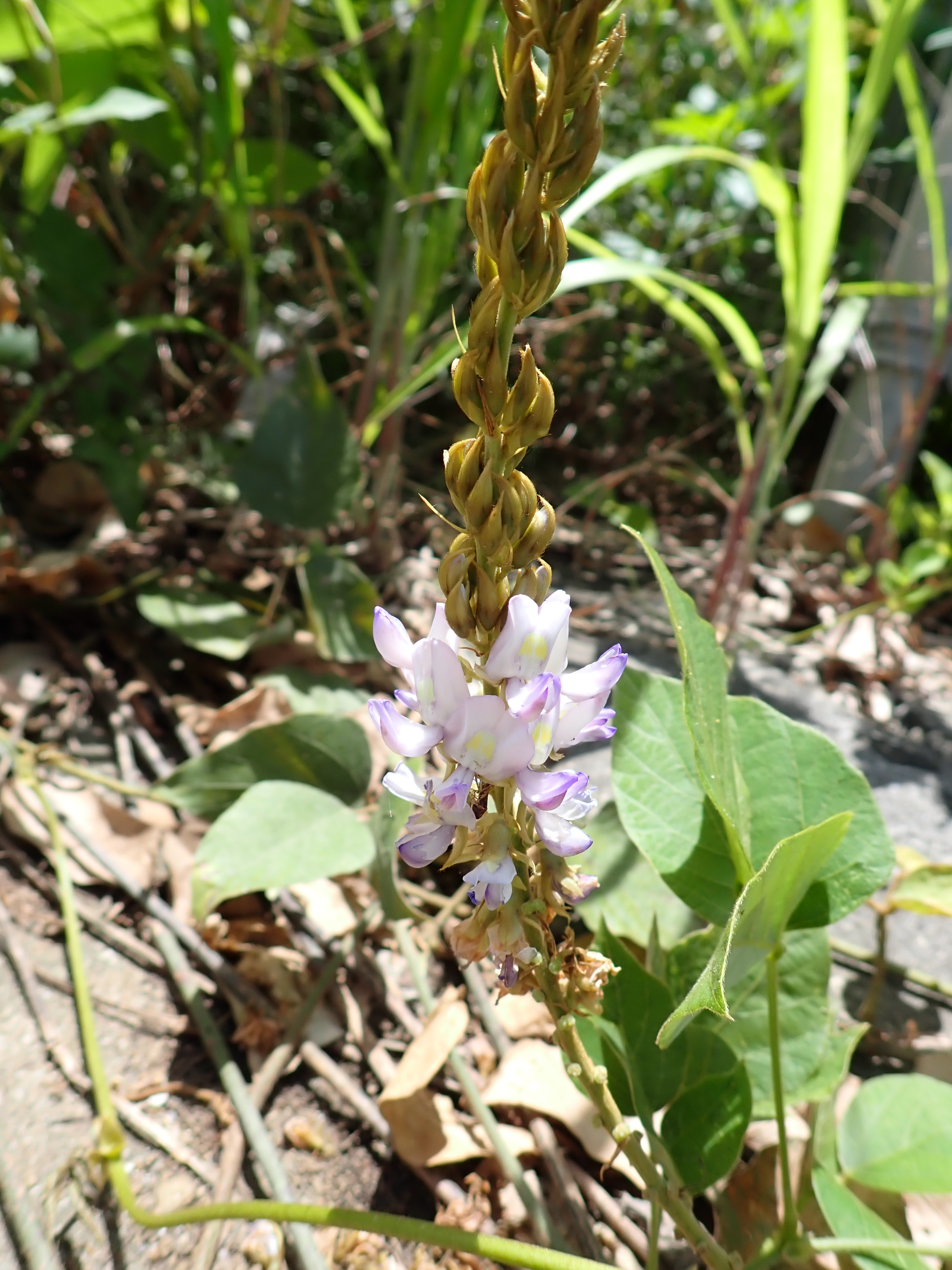
白に近い花
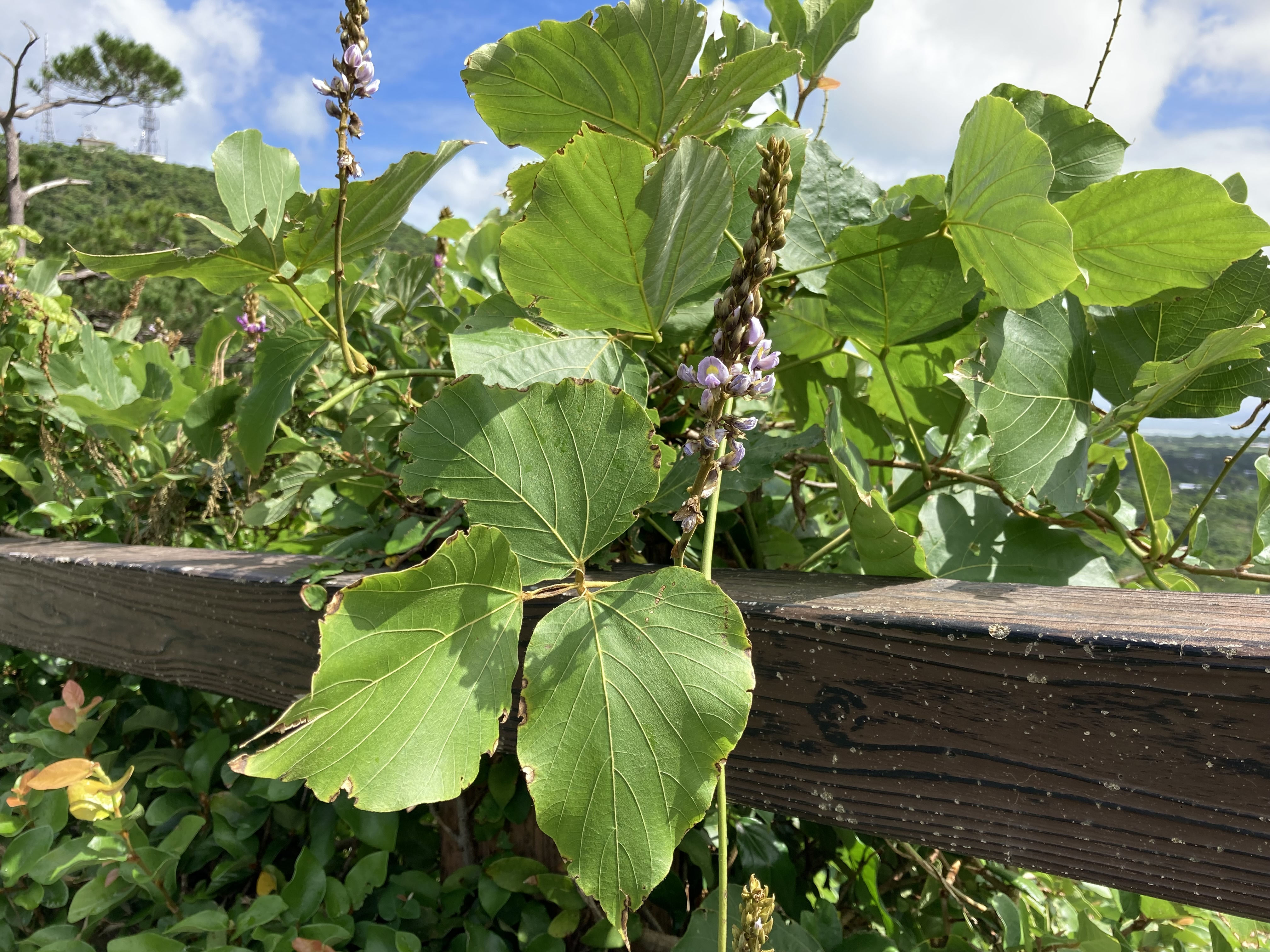
花と葉
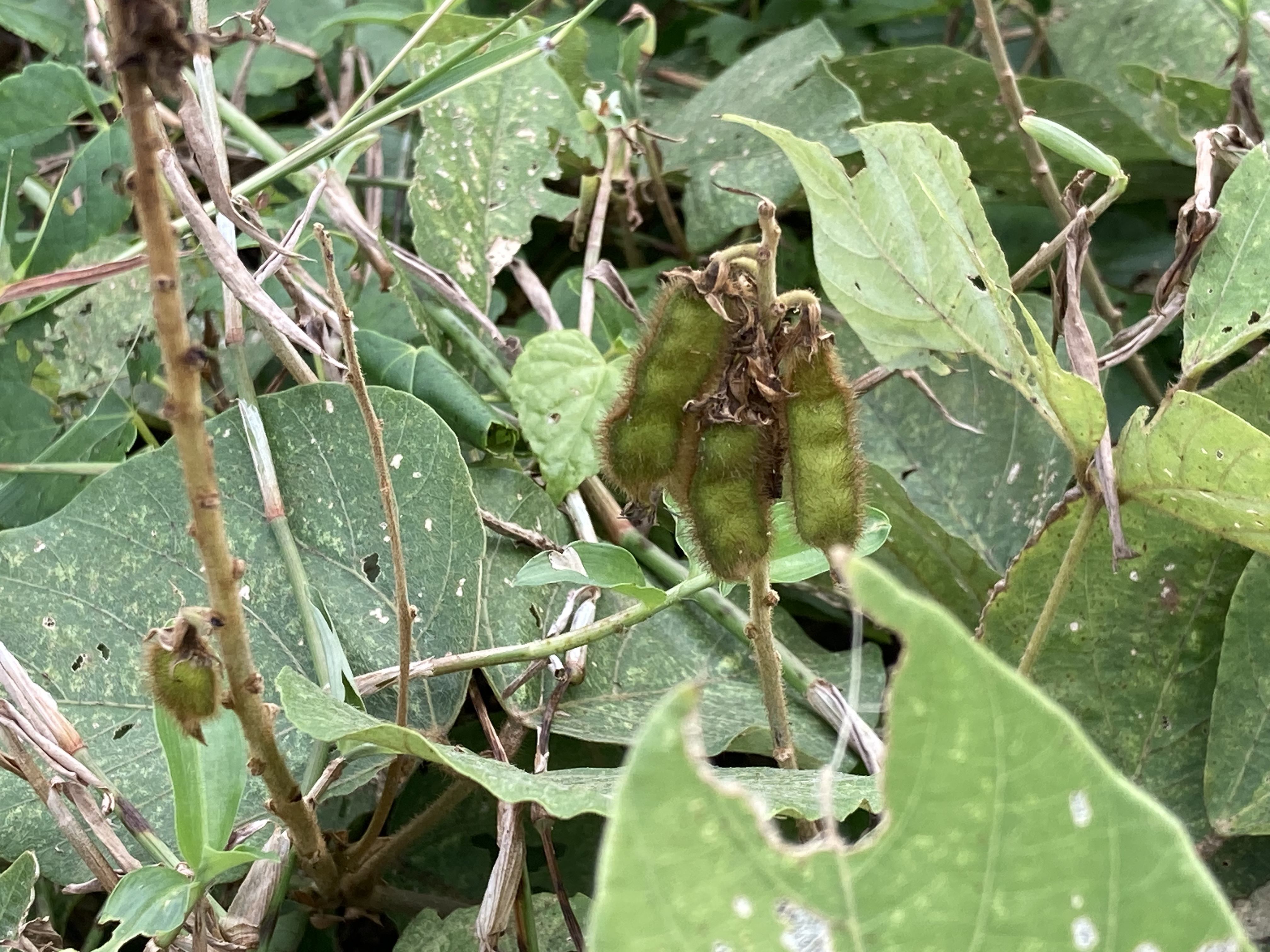
豆果

## 近縁種

クズインゲン（ネッタイクズ）とみられる植物体 （石垣空港北西側フェンスにて撮影）
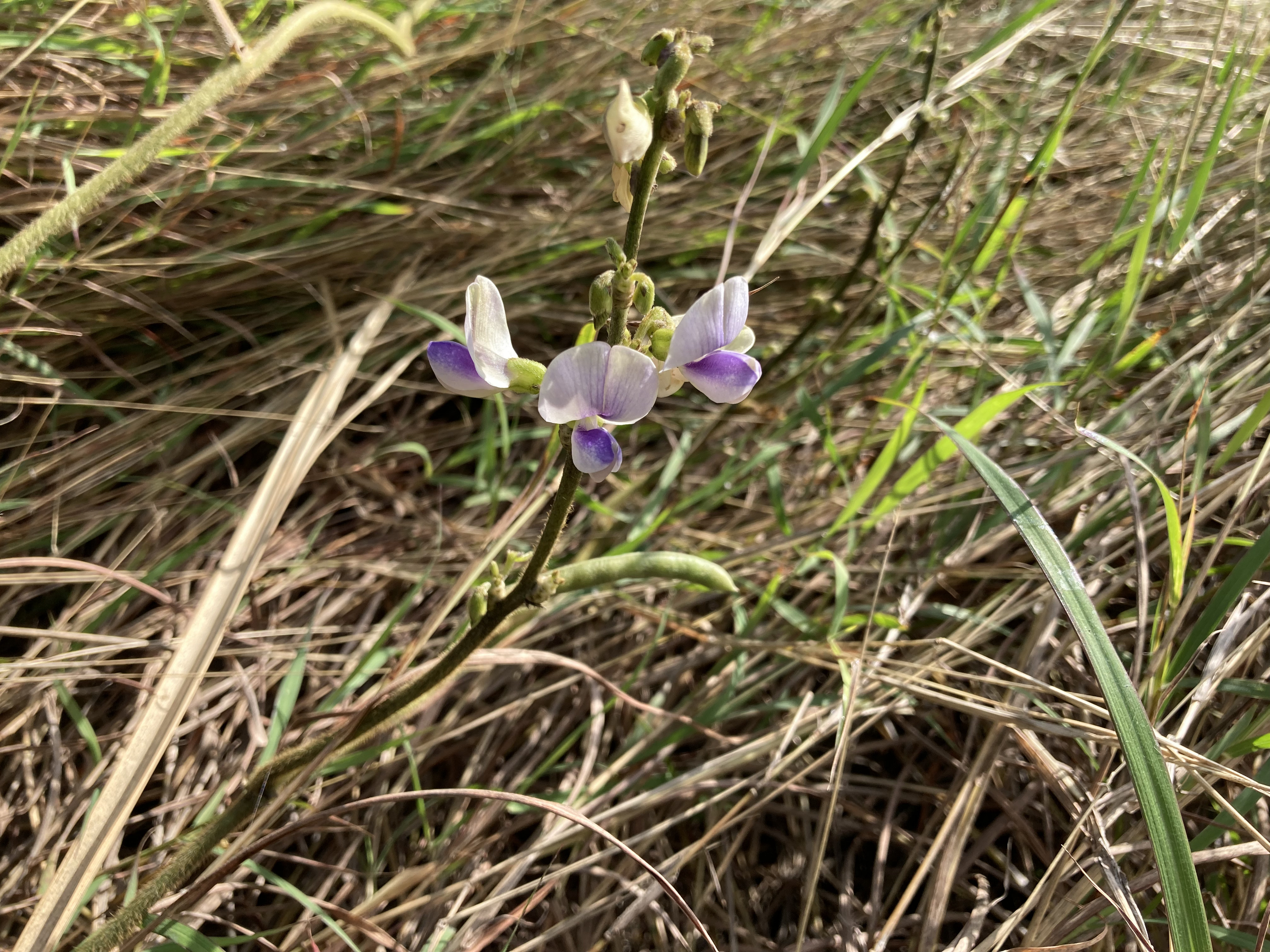
無毛の豆果を有する植物体
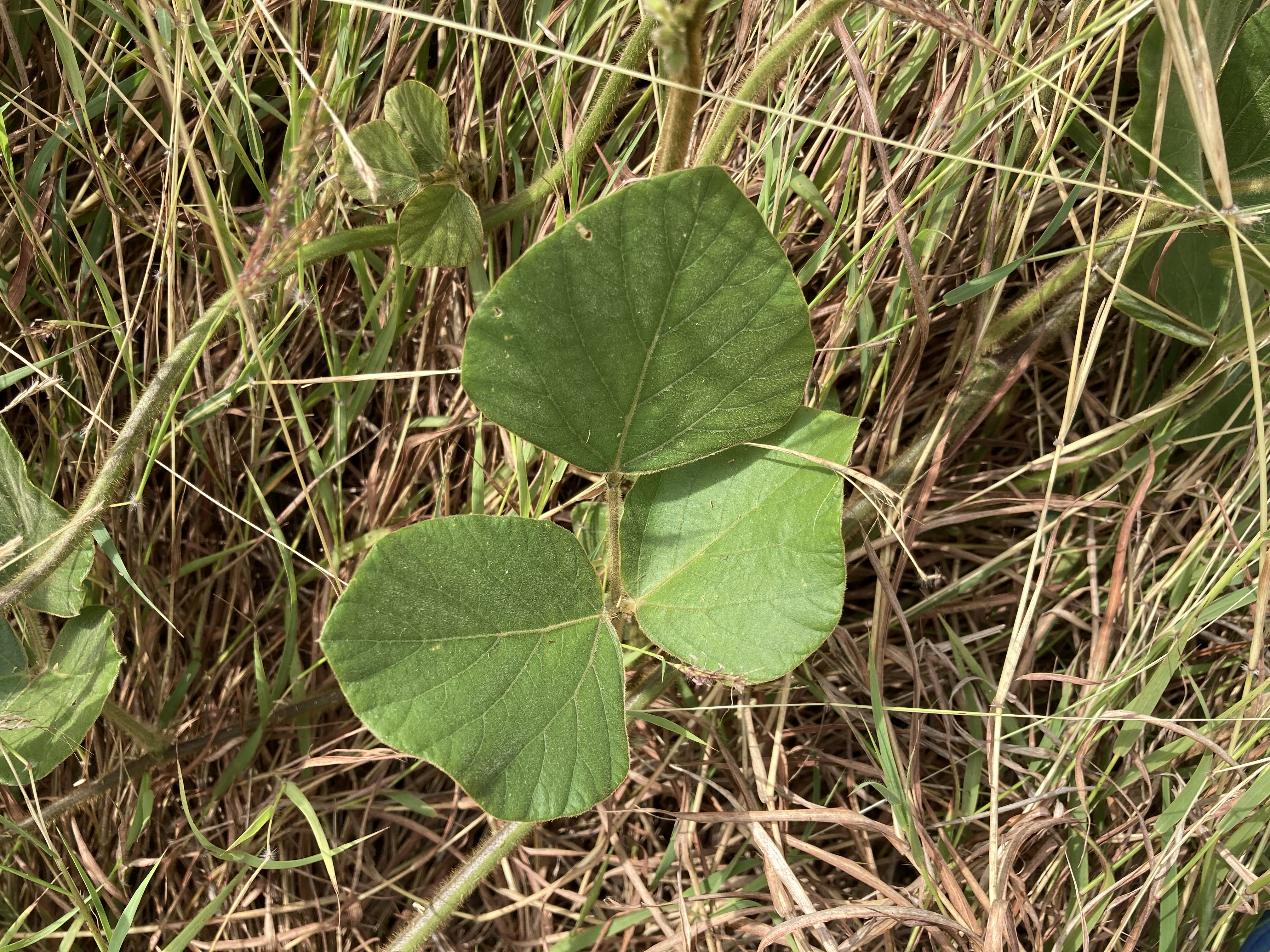
葉
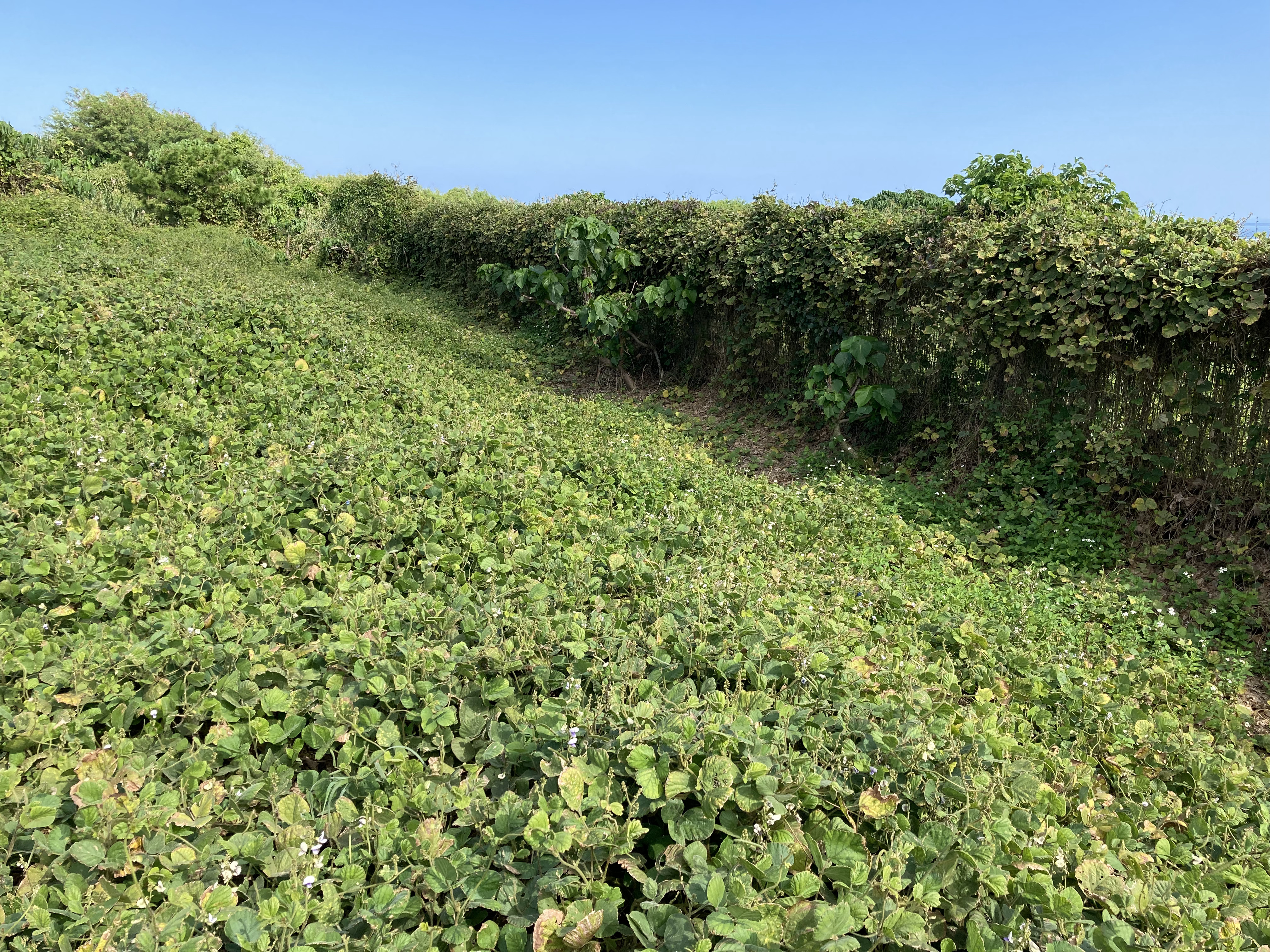
生育状況